# Montague Street Tunnel
Le Montague Street Tunnel est un tunnel ferroviaire souterrain du métro de New York situé sur la Ligne BMT Broadway et la BMT Fourth Avenue Line. Il est emprunté par les métros de la ligne N et de la ligne R, et relie les arrondissements de Manhattan et de Brooklyn. Il est mis en service en 1920.

## Situation ferroviaire
Le tunnel est situé sur la Ligne BMT Broadway et la BMT Fourth Avenue Line. Il est utilisé par la ligne N et la ligne R du métro de New York.

## Histoire
La construction du tunnel débuta le 12 octobre 1914, grâce à l'utilisation conjointe d'un bouclier de forage, et d'air comprimé. Le tunnel fut conçu par l'architecte américain Clifford Milburn Holland, qui donna son nom au Holland Tunnel dont la construction débuta en 1920 et qui fit inauguré en 1927,. Le tube nord du tunnel fut percé le 2 juin 1917, et celui du tube sud le 20 juin 1917,. Le coût de la construction s'éleva à 9,867 $, 906.52, soit presque le double de celui du 60th Street Tunnel.
Le tunnel est inauguré le 1er août 1920 à 02h00 du matin, le même jour que le 60th Street Tunnel qui est situé sur la même ligne. Les premières dessertes régulières y ont circulé le lendemain, le 2 août 1920. Du fait de l'existence de ces deux tunnels, les passagers ont la possibilité de réaliser un voyage de 29 km jusqu'à Coney Island moyennant 5 cents.
Le 27 décembre 1920, plus de 10 000 passagers durent évacuer le tunnel après que la chute d'une pièce métallique provenant d'un métro à l'approche de la station Whitehall Street ne cause un court circuit, et ne contraigne les opérateurs à couper le courant sur le troisième rail, bloquant ainsi une dizaine de trains dans le tunnel.
Lors du lancement du Lower Manhattan – Jamaica/JFK Transportation Project en 2004, le passage par le Montague Street Tunnel ou le Montague Street Tunnel, voire les deux a été envisagé comme alternative à la construction d'un nouveau tunnel sous l'East River, le tunnel n'étant pas utilisé au maximum de ses capacités,. Ainsi, les métros M y circulaient avant 2010, de même que les métros N pendant les travaux sur le Manhattan Bridge de 1986 à 2004,.